# 라 반구아르디아

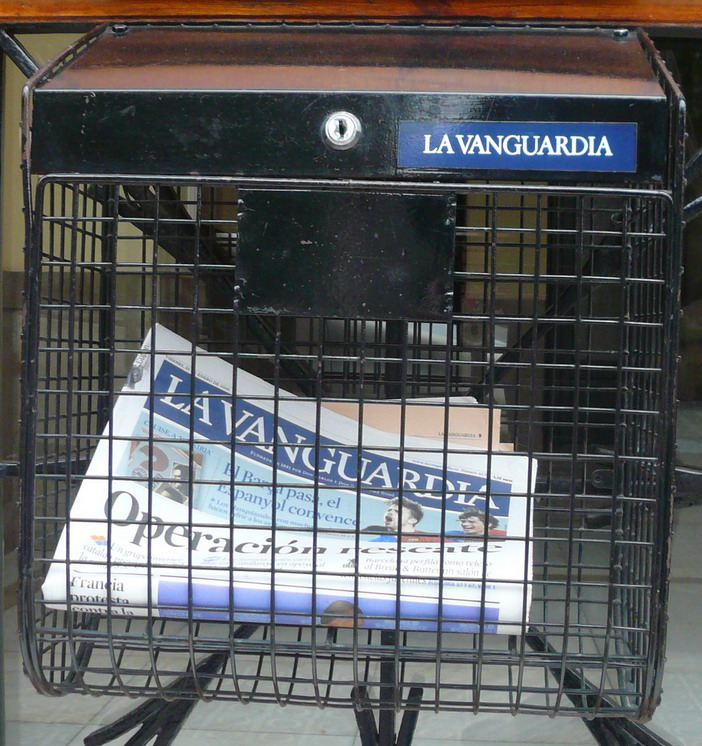

라 반구아르디아(카탈루냐어: La Vanguardia, 스페인어: La Vanguardia)는 스페인의 신문이다.